# انتخابات مجلس فرانسه (۲۰۱۷)
دور نخست انتخابات مجلس فرانسه در روز ۱۱ ژوئن ۲۰۱۷ برگزار شد. دور دوم نیز برابر جدول زمان‌بندی شده در ۱۸ ژوئن ۲۰۱۷ برگزار گردید. این تاریخ‌ها برای رأی‌دهندگان فرانسوی مقیم خارج از کشور متفاوت است. در این انتخابات سرنوشت ۵۷۷ کرسی مربوط به پانزدهمین مجمع ملی جمهوری پنجم فرانسه مشخص شد.
این انتخابات به دنبال انتخابات ریاست‌جمهوری فرانسه که در روز ۷ مه انجام شد و در آن انتخابات امانوئل مکرون از ائتلاف «ان مارش!» توانست در دور دوم بر مارین لوپن از جبهه ملی پیروز شود برگزار شد. این دو نفر در دور نخست انتخابات ریاست‌جمهوری توانسته بودند با اختلاف اندکی از سد فرانسوا فیون از حزب جمهوری‌خواهان و ژان-لوک ملانشن از جنبش فرانسهٔ تسلیم نشدنی بگذرند. این در حالی بود که سایر نامزدها از جمله بنوا آمون از حزب سوسیالیست با اختلاف زیاد شکست خوردند. این نخستین انتخاباتی بود که در آن هیچ‌کدام از احزاب اصلیِ چپ میانه یا راست میانه نتوانستند به دور دوم راه یابند. از سال ۱۹۵۸ همهٔ رؤسای جمهور انتخاب‌شده در فرانسه توانسته‌اند در انتخابات مجمع ملی این کشور نیز صاحب اکثریت شوند؛ این در حالی است که حزب مکرون در آن زمان هیچ کرسی در مجلس نداشت. یک روز بعد از آنکه مکرون در روز ۱۴ مه قدرت را به‌دست گرفت، او یکی از نمایندگان جمهوری‌خواهان به نام ادوار فیلیپ را به عنوان نخست‌وزیر به کار گمارد. فیلیپ در روز ۱۷ مه اعضای دولت خود را تعیین کرد.
بنابر فهرست نهایی که توسط وزارت کشور فرانسه در ۲۳ مه منتشر شد، در مجموع ۷۸۸۲ نفر نامزد شرکت در این انتخابات بودند. توافق‌های پیش‌ازانتخاباتی میان احزاب موجود از این قرار بود: حزب سوسیالیست با حزب رادیکال چپ و چند گروه کوچک چپ دیگر ائتلاف کرد. جمهوری‌خواهان با اتحاد دموکرات‌ها و مستقل‌ها ائتلاف کرد و حزب ان مارش! نیز با جنبش دموکراتیک فرانسه ائتلاف کرد.

## نظرسنجی
نظرسنجی‌های زیر پیش از دور نخست انجام شد:

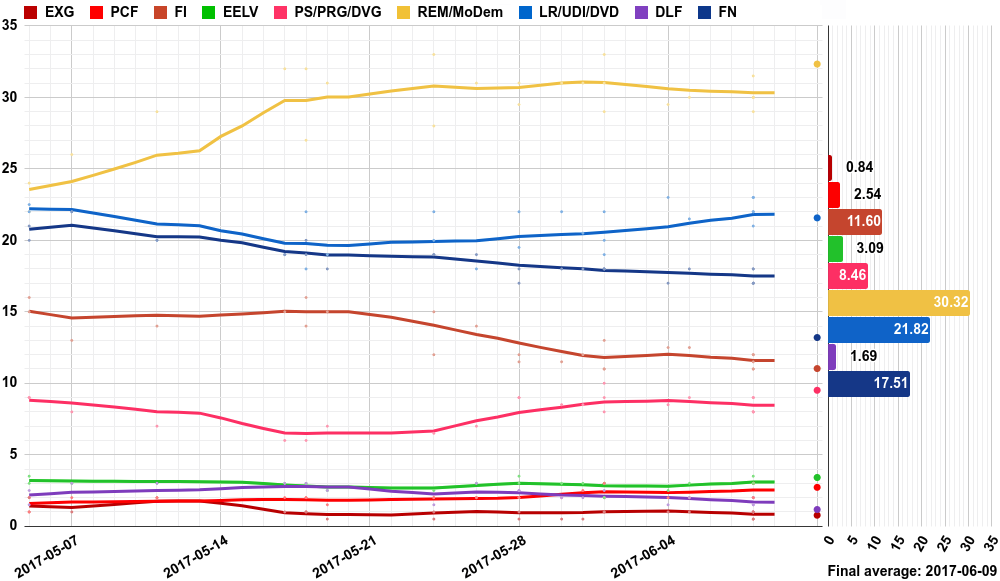
FN = جبهه ملی DLF = فرانسه می‌ایستد LR/UDI = جمهوری‌خواهان/اتحاد دموکرات‌ها و مستقل‌ها REM/Modem = ان مارش!/جنبش دموکراتیک EELV = اروپ اکولوژی - سبزها FI = جنبش فرانسه تسلیم‌نشدنی PCF = حزب کمونیست LO/NPA = مبارزه کارگران/حزب نوین ضدسرمایه‌داری

## نتایج
در این انتخابات، حزب ان مارش! به رهبری امانوئل مکرون با ائتلاف با حزب جنبش دموکراتیک به رهبری فرانسوا بایرو، توانستند در مجموع ۳۵۰ کرسی را بدست آورده و در نتیجه به حزب اکثریت در مجمع ملی فرانسه تبدیل شدند. از سوی دیگر، حزب جمهوری‌خواهان فرانسه و متحدان آن در این انتخابات توانستند با کسب ۱۳۶ کرسی، جایگاه خود را به عنوان حزب شماره دو در مجمع ملی فرانسه همچنان تثبیت کنند. ولی سوسیالیست‌ها که در مجلس قبل، حزب نخست بودند، در این انتخابات شکست سنگینی خوردند و فقط توانستند ۴۵ کرسی را تصاحب کنند. حزب جدیدالتأسیس جنبش فرانسه تسلیم‌نشدنی به رهبری ژان-لوک ملانشن نیز با تصاحب ۱۷ کرسی توانست جایگاه چهارم را در این انتخابات از آن خود سازد. 

| احزاب و ائتلاف‌های انتخاباتی | احزاب و ائتلاف‌های انتخاباتی | احزاب و ائتلاف‌های انتخاباتی | احزاب و ائتلاف‌های انتخاباتی | دور نخست   | دور نخست | دور نخست | دور دوم | دور دوم | دور دوم | مجموع | مجموع  | مجموع |
| احزاب و ائتلاف‌های انتخاباتی | احزاب و ائتلاف‌های انتخاباتی | احزاب و ائتلاف‌های انتخاباتی | احزاب و ائتلاف‌های انتخاباتی | آرا        | ٪        | کرسی     | آرا     | ٪       | کرسی    | کرسی  | ٪      |       |
| --------------------------- | --------------------------- | --------------------------- | --------------------------- | ---------- | -------- | -------- | ------- | ------- | ------- | ----- | ------ | ----- |
|                             |                             | ان مارش!                    | REM                         | ۶٬۳۹۰٬۷۹۷  | ۲۸٫۲۱    | ۲        |         |         |         |       |        |       |
|                             | جنبش دموکراتیک              | MoDem                       | ۹۳۲٬۲۲۹                     | ۴٫۱۱       | ۰        |          |         |         |         |       |        |       |
| اکثریتِ ریاست‌جمهوری (میانه)  | اکثریتِ ریاست‌جمهوری (میانه)  | اکثریتِ ریاست‌جمهوری (میانه)  | اکثریتِ ریاست‌جمهوری (میانه)  | ۷٬۳۲۳٬۰۲۶  | ۳۲٫۳۲    | ۲        |         |         |         |       |        |       |
|                             |                             | اتحاد دموکرات‌ها و مستقل‌ها   | UDI                         | ۶۸۷٬۲۱۹    | ۳٫۰۳     | ۱        |         |         |         |       |        |       |
|                             | جمهوری‌خواهان                | LR                          | ۳٬۵۷۳٬۳۶۶                   | ۱۵٫۷۷      | ۰        |          |         |         |         |       |        |       |
|                             | راست‌های متفرقه              | DVD                         | ۶۲۵٬۳۹۵                     | ۲٫۷۶       | ۰        |          |         |         |         |       |        |       |
| جناح راست پارلمان           | جناح راست پارلمان           | جناح راست پارلمان           | جناح راست پارلمان           | ۴٬۸۸۵٬۹۸۰  | ۲۱٫۵۷    | ۱        |         |         |         |       |        |       |
|                             |                             | چپ‌های متفرقه                | DVG                         | ۳۶۲٬۳۲۸    | ۱٫۶۰     | ۱        |         |         |         |       |        |       |
|                             | حزب سوسیالیست               | PS                          | ۱٬۶۸۵٬۷۷۳                   | ۷٫۴۴       | ۰        |          |         |         |         |       |        |       |
|                             | حزب رادیکال چپ              | PRG                         | ۱۰۶٬۲۸۷                     | ۰٫۴۷       | ۰        |          |         |         |         |       |        |       |
| جناح چپ پارلمان             | جناح چپ پارلمان             | جناح چپ پارلمان             | جناح چپ پارلمان             | ۲٬۱۵۴٬۳۸۸  | ۹٫۵۱     | ۱        |         |         |         |       |        |       |
|                             | جبهه ملی                    | جبهه ملی                    | FN                          | ۲٬۹۹۰٬۵۹۲  | ۱۳٫۲۰    | ۰        |         |         |         |       |        |       |
|                             | فرانسه تسلیم‌نشدنی           | فرانسه تسلیم‌نشدنی           | FI                          | ۲٬۴۹۷٬۶۶۱  | ۱۱٫۰۲    | ۰        |         |         |         |       |        |       |
|                             | اکولوژیست‌ها                 | اکولوژیست‌ها                 | ECO                         | ۹۷۳٬۷۳۹    | ۴٫۳۰     | ۰        |         |         |         |       |        |       |
|                             | حزب کمونیست فرانسه          | حزب کمونیست فرانسه          | PCF                         | ۶۱۵٬۵۰۳    | ۲٫۷۲     | ۰        |         |         |         |       |        |       |
|                             | فرانسه به پا می‌خیزد         | فرانسه به پا می‌خیزد         | DLF                         | ۲۶۵٬۴۳۳    | ۱٫۱۷     | ۰        |         |         |         |       |        |       |
|                             | منطقه‌گراها                  | منطقه‌گراها                  | REG                         | ۲۰۴٬۰۷۸    | ۰٫۹۰     | ۰        |         |         |         |       |        |       |
|                             | دیگر چپ‌های تند              | دیگر چپ‌های تند              | EXG                         | ۱۷۵٬۳۸۷    | ۰٫۷۷     | ۰        |         |         |         |       |        |       |
|                             | دیگر راست‌های تند            | دیگر راست‌های تند            | EXD                         | ۶۸٬۳۱۹     | ۰٫۳۰     | ۰        |         |         |         |       |        |       |
|                             | دیگران                      | دیگران                      | DIV                         | ۵۰۰٬۴۵۸    | ۲٫۲۱     | ۰        |         |         |         |       |        |       |
|                             |                             |                             |                             |            |          |          |         |         |         |       |        |       |
| مجموع                       | مجموع                       | مجموع                       | مجموع                       | ۲۲٬۶۵۴٬۵۶۴ | ۱۰۰٫۰۰   | ۴        |         | ۱۰۰٫۰۰  |         | ۵۷۷   | ۱۰۰٫۰۰ |       |
|                             |                             |                             |                             |            |          |          |         |         |         |       |        |       |
| آرای درست                   | آرای درست                   | آرای درست                   | آرای درست                   | ۲۲٬۶۵۴٬۵۶۴ | ۹۷٫۷۷    |          |         |         |         |       |        |       |
| آرای سفید                   | آرای سفید                   | آرای سفید                   | آرای سفید                   | ۳۵۴٬۳۹۱    | ۱٫۵۳     |          |         |         |         |       |        |       |
| آرای باطله                  | آرای باطله                  | آرای باطله                  | آرای باطله                  | ۱۶۱٬۲۶۳    | ۰٫۷۰     |          |         |         |         |       |        |       |
| مجموع                       | مجموع                       | مجموع                       | مجموع                       | ۲۳٬۱۷۰٬۲۱۸ | ۴۸٫۷۱    |          |         |         |         |       |        |       |
| غایبان                      | غایبان                      | غایبان                      | غایبان                      | ۲۴٬۴۰۱٬۱۳۲ | ۵۱٫۲۹    |          |         |         |         |       |        |       |
| رأی‌دهندگان نام‌نویسی‌شده      | رأی‌دهندگان نام‌نویسی‌شده      | رأی‌دهندگان نام‌نویسی‌شده      | رأی‌دهندگان نام‌نویسی‌شده      | ۴۷٬۵۷۱٬۳۵۰ |          |          |         |         |         |       |        |       |
|                             |                             |                             |                             |            |          |          |         |         |         |       |        |       |
| منبع: وزارت کشور فرانسه     |                             |                             |                             |            |          |          |         |         |         |       |        |       |

#### نمایندگان منتخب

حزب سیاسی نمایندگان منتخب

### نتایج حوزه‌های انتخابیه

#### دور نخست

دور نخست بر پایه بخش
حوزه‌هایی که در دور نخست نمایندگانشان را انتخاب کردند.